# Aphytis aonidiae
Aphytis aonidiae är en stekelart som först beskrevs av Mercet 1911.  Aphytis aonidiae ingår i släktet Aphytis och familjen växtlussteklar. Inga underarter finns listade i Catalogue of Life.